# 佐久本嗣男
佐久本嗣男（さくもと つぐお、1947年12月13日— ）日本空手家，琉球族，琉球姓氏為孫姓。

## 生平
冲绳县恩納村出身。冲绳县立藝術大学第6代校長、世界空手連盟技術委員会技術委員長、劉衛流龍鳳会会長。教士8段。代表的形為安南。沖繩縣空手道連盟公認範士9段、沖繩劉衛流空手古武道龍鳳會會長教士8段。他是第七、八、九屆世界空手道選手權大賽、個人型冠軍三連霸，曾為2010年北京首屆武搏會空手道形象大使。
拜劉衛流4代目宗家仲井間憲孝（唐名衛芳德）為師，修練劉衛流。
他達成了空手形競技7連霸。

## 涉嫌於香港非法工作被捕
2016年2月，佐久本嗣男獲中國香港空手道總會聘請到香港，一連五日於香港體育學院訓練香港套拳隊。疑因中國香港空手道總會未為他申請工作簽證，2月19日佐久本嗣男在香港體育學院授課期間被香港入境事務處人員帶走，扣查10小時後獲准保釋。而他曾於2008年來港教學，並沒有發生同類情況。